# 贾村碧霞宫
贾村碧霞宫，位于山西省长治市潞城区翟店镇贾村。
2021年8月4日，贾村碧霞宫公布为第六批山西省文物保护单位，编号6-154，古建筑类，年代为明、清。